# دونالد ريتشاردز
دونالد ريتشاردز (بالإنجليزية: Donald Richards)‏ هو إحصائي جامايكي، ولد في 1955 في ماندفيل ‏ في جامايكا.